# Ligne Bessho
La ligne Bessho (別所線, Bessho-sen) est une ligne ferroviaire de la compagnie Ueda Kotsu située à Ueda dans la préfecture de Nagano au Japon. Elle relie la gare d'Ueda à celle de Bessho-Onsen.

## Histoire
La ligne ouvre en juin 1921 en tant que ligne Aoki du chemin de fer électrique d'Ueda Onsen qui fusionnera avec le chemin de fer Mariko, prédécesseur d'Ueda Kotsu. Elle prend son nom actuel en 1939.
La ligne est touchée en octobre 2019 par le typhon Hagibis qui détruit notamment le pont sur le fleuve Chikuma. Le service reprend le 29 mars 2021.

## Caractéristiques

### Ligne
- longueur : 11,6 km
- écartement des voies : 1 067 mm
- électrification : 1 500 V CC
- nombre de voies : voie unique

### Liste des gares
| Numéro | Gare         | Nom japonais | Distance (km) | Correspondances                                                 | Localisation |
| ------ | ------------ | ------------ | ------------- | --------------------------------------------------------------- | ------------ |
| BE01   | Ueda         | 上田         | 0             | JR East : Shinkansen Hokuriku Shinano Railway : Shinano Railway | Ueda         |
| BE02   | Shiroshita   | 城下         | 0,8           |                                                                 | Ueda         |
| BE03   | Miyoshichō   | 三好町       | 1,5           |                                                                 | Ueda         |
| BE04   | Akasakaue    | 赤坂上       | 2,2           |                                                                 | Ueda         |
| BE05   | Uedahara     | 上田原       | 2,9           |                                                                 | Ueda         |
| BE06   | Terashita    | 寺下         | 3,8           |                                                                 | Ueda         |
| BE07   | Kabatake     | 神畑         | 4,5           |                                                                 | Ueda         |
| BE08   | Daigakumae   | 大学前       | 5,2           |                                                                 | Ueda         |
| BE09   | Shimonogō    | 下之郷       | 6,1           |                                                                 | Ueda         |
| BE10   | Nakashioda   | 中塩田       | 7,4           |                                                                 | Ueda         |
| BE11   | Shiodamachi  | 塩田町       | 8,0           |                                                                 | Ueda         |
| BE12   | Nakano (ja)  | 中野         | 8,5           |                                                                 | Ueda         |
| BE13   | Maita        | 舞田         | 9,4           |                                                                 | Ueda         |
| BE14   | Yagisawa     | 八木沢       | 10,1          |                                                                 | Ueda         |
| BE15   | Bessho-Onsen | 別所温泉     | 11,6          |                                                                 | Ueda         |